# 维克托·旺德利
维克托·旺德利（1976年3月4日—）是一名美国男子射箭运动员。他在2000年悉尼奥运会中获得男子射箭个人比赛银牌和男子射箭团体比赛铜牌。他也参加了2004年雅典奥运会和2008年北京奥运会。